# Liste der Biografien/Kraf
Liste der Biografien |
Portal Biografien |
Personensuche
# |
A |
B |
C |
D |
E |
F |
G |
H |
I |
J |
K |
L |
M |
N |
O |
P |
Q |
R |
S |
T |
U |
V |
W |
X |
Y |
Z |
?
 
Ka |
Kb |
Kc |
Kd |
Ke |
Kf |
Kg |
Kh |
Ki |
Kj |
Kl |
Km |
Kn |
Ko |
Kp |
Kr |
Ks |
Kt |
Ku |
Kv |
Kw |
Ky |
Kx |
Kz
 
Kra |
Krb |
Krc |
Kre |
Krg |
Krh |
Kri |
Krj |
Krk |
Krl |
Krm |
Krn |
Kro |
Krp |
Krs |
Krt |
Kru |
Kry |
Krz
 
Kraa |
Krab |
Krac |
Krad |
Krae |
Kraf |
Krag |
Krah |
Krai |
Kraj |
Krak |
Kral |
Kram |
Kran |
Krap |
Krar |
Kras |
Krat |
Krau |
Krav |
Kraw |
Krax |
Kray |
Kraz
Die Liste der Biografien führt alle Personen auf, die in der deutschsprachigen Wikipedia einen Artikel haben. Dieses ist eine Teilliste mit 275 Einträgen von Personen, deren Namen mit den Buchstaben „Kraf“ beginnt.

## Kraf
- Kraf, Michael (1595–1662), deutscher „composita et organista“

### Krafc
- Krafczyk, Anna (* 1997), deutsche Fußballspielerin
- Krafczyk, Christina (* 1965), deutsche Architektin und Bauingenieurin
- Krafczyk, Dieter (1941–2016), deutscher Fußballspieler

### Krafe
- Krafeld, Franz Josef (* 1947), deutscher Erziehungswissenschaftler

### Kraff
- Kraff, Manfred (* 1959), deutscher EU-Beamter
- Kraffert, Hans (1885–1950), deutscher Architekt

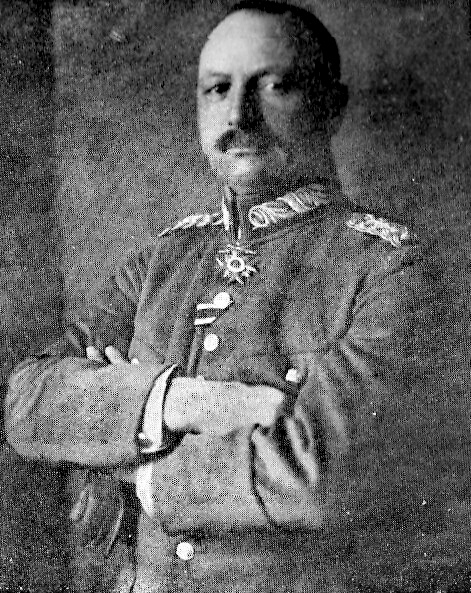
Konrad Krafft von Dellmensingen (1862–1953)

- Krafft von Dellmensingen, Konrad (1862–1953), bayerischer General der Artillerie, Gründervater der bayrischen GebirgstruppenKonrad Krafft von Dellmensingen (1862–1953)
- Krafft von Dellmensingen, Leopold (1908–1994), deutscher Diplomat
- Krafft, Adam (1493–1558), evangelischer Kirchenreformer Hessens
- Krafft, Albrecht (1816–1847), österreichischer Orientalist und Kunstschriftsteller
- Krafft, Amalie (1778–1852), dänische Autorin
- Krafft, Anthony (1928–1991), Schweizer Architekturjournalist und Verleger
- Krafft, Antoine (1831–1910), Schweizer Architekt
- Krafft, August Christian Lebrecht von (1740–1813), preußischer Generalmajor, Kommandant der Festung Breslau
- Krafft, August Friedrich Erdmann von (1748–1822), preußischer Generalleutnant, Chef des Dragonerregiments Nr. 11
- Krafft, August von (1782–1855), preußischer Generalleutnant
- Krafft, Barbara (1764–1825), österreichische MalerinBarbara Krafft (1764–1825)

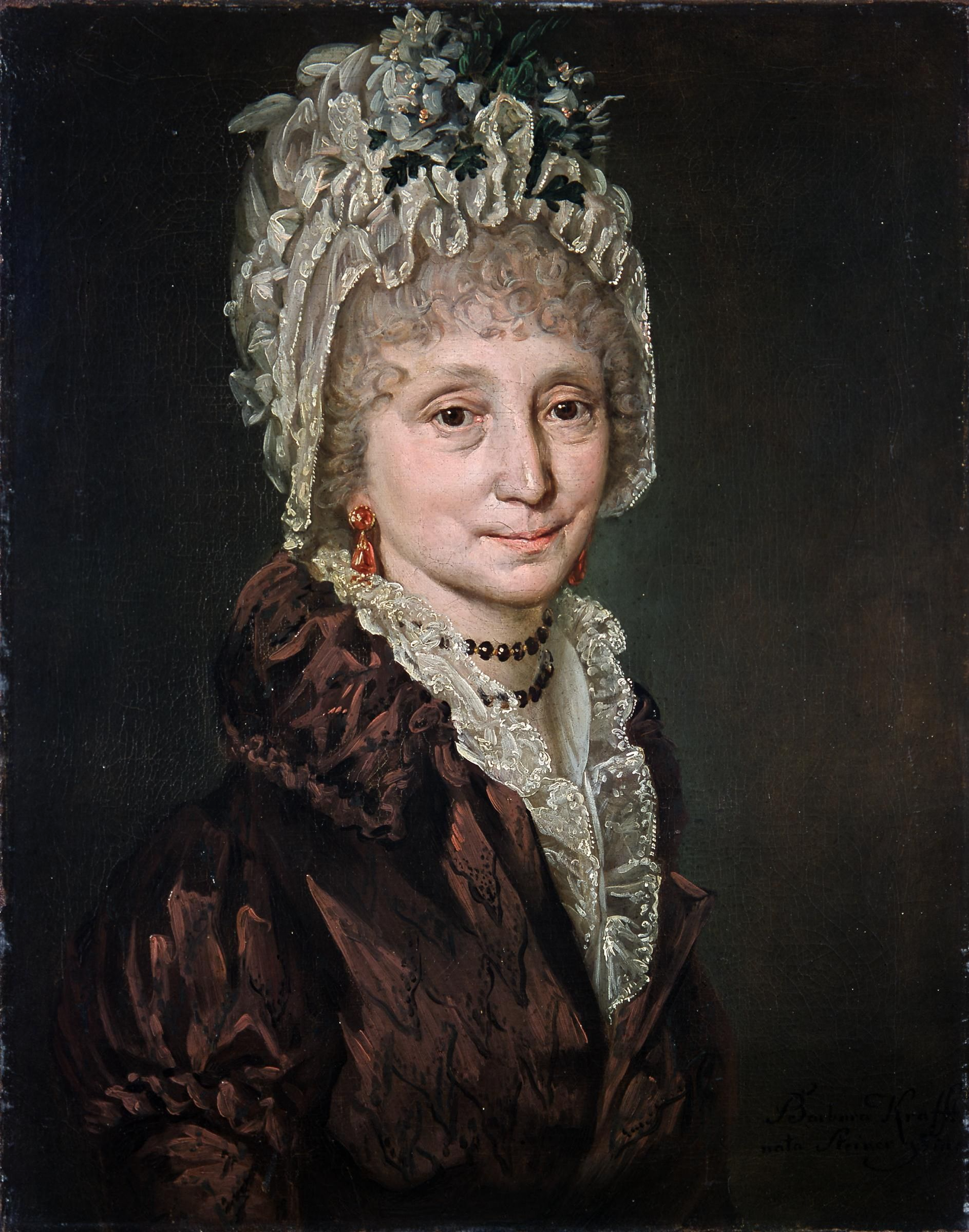
Barbara Krafft (1764–1825)

- Krafft, Carl Anton von (1743–1830), deutscher Oberamtmann und Landrichter
- Krafft, Carl Rudolph (1884–1938), US-amerikanischer Landschaftsmaler
- Krafft, Charles (1863–1921), Schweizer Chirurg
- Krafft, Christian (1784–1845), deutscher Theologe, Vertreter der Föderaltheologie, Vorläufer der Erlanger Schule
- Krafft, Christian Friedrich (1716–1775), deutscher Maler
- Krafft, Christophorus Anton (1693–1765), Syndikus der Stadt Ehingen und Landesdeputierter der schwäbisch-österreichischen Landstände
- Krafft, David von (1655–1724), schwedischer Maler
- Krafft, Dietmar (* 1934), deutscher Wirtschaftswissenschaftler
- Krafft, Dominus († 1298), Kanzler des Königs Rudolf von Habsburg und Stifter des Predigerklosters in Ulm
- Krafft, Elias Christoph (1748–1798), deutscher Theologe
- Krafft, Else (1877–1947), deutsche Journalistin und Schriftstellerin
- Krafft, Elton George (1914–2001), US-amerikanischer Maler
- Krafft, Emil (1809–1860), preußischer Künstler, Maler und Lithograf
- Krafft, Ernst (1885–1954), deutscher Konteradmiral der Kriegsmarine
- Krafft, Ernst Friedrich (1823–1898), deutscher Unternehmer und Politiker (NLP), MdR
- Krafft, François-Joseph (1721–1795), Organist, Dirigent und Komponist
- Krafft, Friedrich (1777–1857), deutscher Politiker
- Krafft, Friedrich (1852–1923), deutscher Chemiker
- Krafft, Friedrich (1857–1936), deutscher Verwaltungsjurist, Oberbürgermeister von Ludwigshafen am Rhein (1896–1920)
- Krafft, Fritz (* 1935), deutscher Wissenschaftshistoriker und Hochschullehrer
- Krafft, Georg, Rot- und Gelbgießer und kurmainzer Büchsenmeister
- Krafft, Georg Wolfgang († 1754), deutscher Physiker
- Krafft, Gottfried, Gemmenschneider
- Krafft, Guido (1844–1907), österreichischer Agrarwissenschaftler
- Krafft, Gustave (1861–1927), französischer Architekt und Maler
- Krafft, Hans der Ältere, Nürnberger Goldschmied und Medailleur
- Krafft, Hans Ulrich (1550–1621), deutscher Kaufmann
- Krafft, Heinrich († 1338), Bischof von Lavant
- Krafft, Hermann (1861–1934), deutscher Pastor
- Krafft, Hugues (1853–1935), französischer Fotograf
- Krafft, Ignaz (1590–1638), Abt der Stifte Neukloster und Lilienfeld
- Krafft, Jan Lauwryn (* 1694), Kupferstecher, Radierer, Formschneider, Schriftsteller, Verleger und Sänger
- Krafft, Johann († 1578), deutscher Buchdrucker während der Reformationszeit
- Krafft, Johann August (1792–1870), deutscher Maler und Lithograph
- Krafft, Johann August (1798–1829), deutscher Maler und Radierer
- Krafft, Johann Friedrich († 1785), Berichterstatter Goethes
- Krafft, Johann Georg (1740–1772), deutscher Theologe und Hochschullehrer
- Krafft, Johann Gottlob (1789–1830), deutscher reformierter Pfarrer, Superintendent und Konsistorialrat
- Krafft, Johann Karl (1764–1833), französischer Architekt, Kupferstecher und Autor österreichischer Herkunft
- Krafft, Johann Martin (1738–1781), Medailleur und Münzstempelschneider
- Krafft, Johann Peter (1780–1856), deutscher Genre-, Historien- und PorträtmalerJohann Peter Krafft (1780–1856)

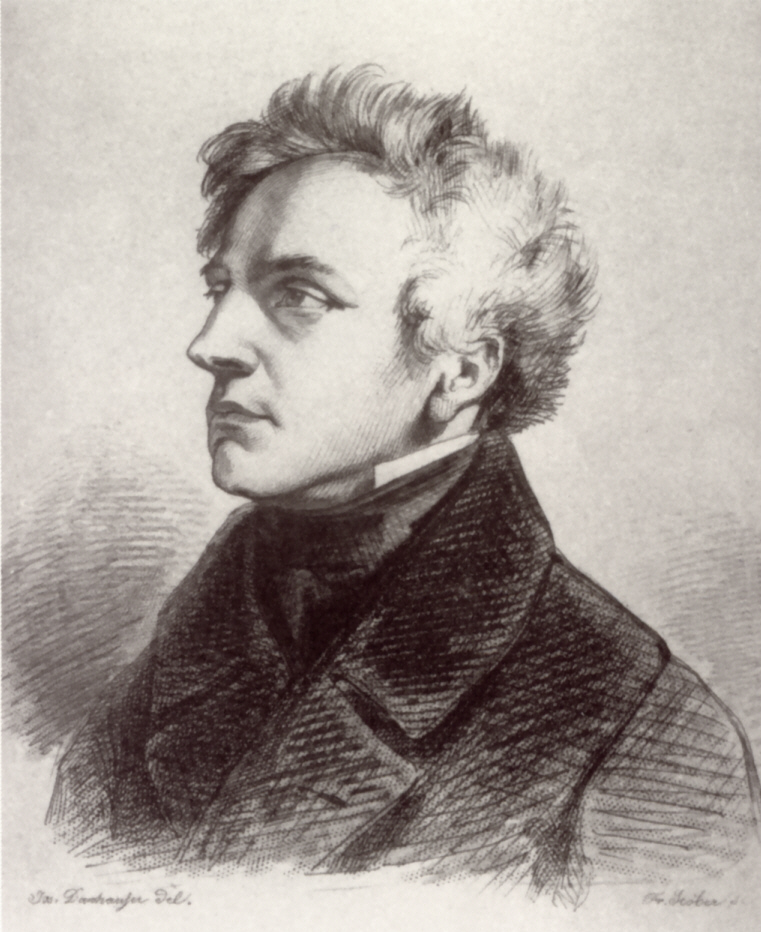
Johann Peter Krafft (1780–1856)

- Krafft, Johann Wilhelm (1696–1767), deutscher reformierter Theologe
- Krafft, Johannes († 1620), Ulmer Rechenmeister
- Krafft, Joseph (1786–1828), österreichischer Maler
- Krafft, Julie (1821–1903), Porträtmalerin
- Krafft, Justus Christoph (1732–1795), deutscher Prediger und Autor
- Krafft, Karl (1852–1903), deutscher Fabrikant und Mitglied des Badischen Landtages
- Krafft, Karl August Adolf von (1764–1840), preußischer General der Infanterie
- Krafft, Karl Ernst (1900–1945), Schweizer Statistiker, Astrologe und Wirtschaftsberater
- Krafft, Karl Johann Friedrich Wilhelm (1814–1898), deutscher Pfarrer und Kirchenhistoriker
- Krafft, Karl Lebrecht Friedrich von (1784–1857), preußischer Generalleutnant, Kommandeur des 1. Kavallerie-Brigade
- Krafft, Karl Theodor (1804–1878), deutscher evangelischer Geistlicher und Kirchenrat
- Krafft, Katia (1942–1991), französische Vulkanologin
- Krafft, Konrad († 1519), deutscher Rechtsgelehrter, württembergischer Rat und Stadtpfarrer in Ulm
- Krafft, Ludwig († 1397), Bürgermeister von Ulm
- Krafft, Manfred (1937–2022), deutscher Fußballspieler und -trainer
- Krafft, Manfred (* 1963), deutscher Ökonom, und Hochschullehrer, Professor für Betriebswirtschaft
- Krafft, Marie (1812–1885), österreichische Malerin
- Krafft, Maurice (1946–1991), französischer Vulkanologe
- Krafft, Maximilian (1889–1972), Mathematiker
- Krafft, Mikael, schwedisch-luxemburgisch-monegassischer Reeder
- Krafft, Otto (1879–1916), deutscher Bauingenieur und kommunaler Baubeamter (Stadtbaurat in Hamm)
- Krafft, Per der Ältere (1724–1793), schwedischer Maler
- Krafft, Per der Jüngere (1777–1863), schwedischer Maler, Zeichner und Lithograf
- Krafft, Peter (* 1938), deutscher Altphilologe
- Krafft, Peter von (* 1861), deutscher Genremaler der Düsseldorfer Schule
- Krafft, Philipp Casimir (1773–1836), Tabakfabrikant und Landtagsabgeordneter Großherzogtum Hessen
- Krafft, Sybille (* 1958), deutsche Filmemacherin und Schriftstellerin
- Krafft, Tadeusz (* 1961), polnischer Fußballspieler
- Krafft, Ulrich († 1516), deutscher Prediger und Rechtsgelehrter
- Krafft, Ulrike (* 1984), deutsche Automobilrennfahrerin
- Krafft, Ute (* 1963), deutsche Bildhauerin, Malerin und Karikaturistin
- Krafft, Uwe Jens (1878–1929), deutscher Regisseur, Schauspieler, Drehbuchautor, Szenenbildner und Schnittmeister
- Krafft, Vera (1910–2003), deutsche Malerin
- Krafft, Walter (1936–2021), deutscher Pianist und Musikpädagoge
- Krafft, Wilhelm († 1865), deutscher Genre- und Porträtmaler
- Krafft, Wilhelm Friedrich Christian Gustav (1805–1864), deutscher Politiker
- Krafft, Wilhelm Johann (1833–1908), siebenbürgischer Verleger
- Krafft, Wilhelm Ludwig (1821–1897), deutscher evangelischer Theologe
- Krafft, Wilhelmina (1778–1828), schwedische Porträt- und Miniaturmalerin
- Krafft, Wolfgang Ludwig (1743–1814), Astronom
- Krafft-Ebing, Friedrich von (1807–1889), badischer Oberamtmann und Vater des Psychiaters Richard von Krafft-Ebing
- Krafft-Ebing, Hans von (1854–1930), deutscher Verwaltungsjurist im Großherzogtum Baden
- Krafft-Ebing, Hellfried von (1907–1990), österreichischer Motorradrennfahrer, Maschinenbauer und Unternehmer
- Krafft-Ebing, Marion von (1911–2002), österreichische Autorin
- Krafft-Ebing, Richard von (1840–1902), deutscher Psychiater und GerichtsmedizinerRichard von Krafft-Ebing (1840–1902)

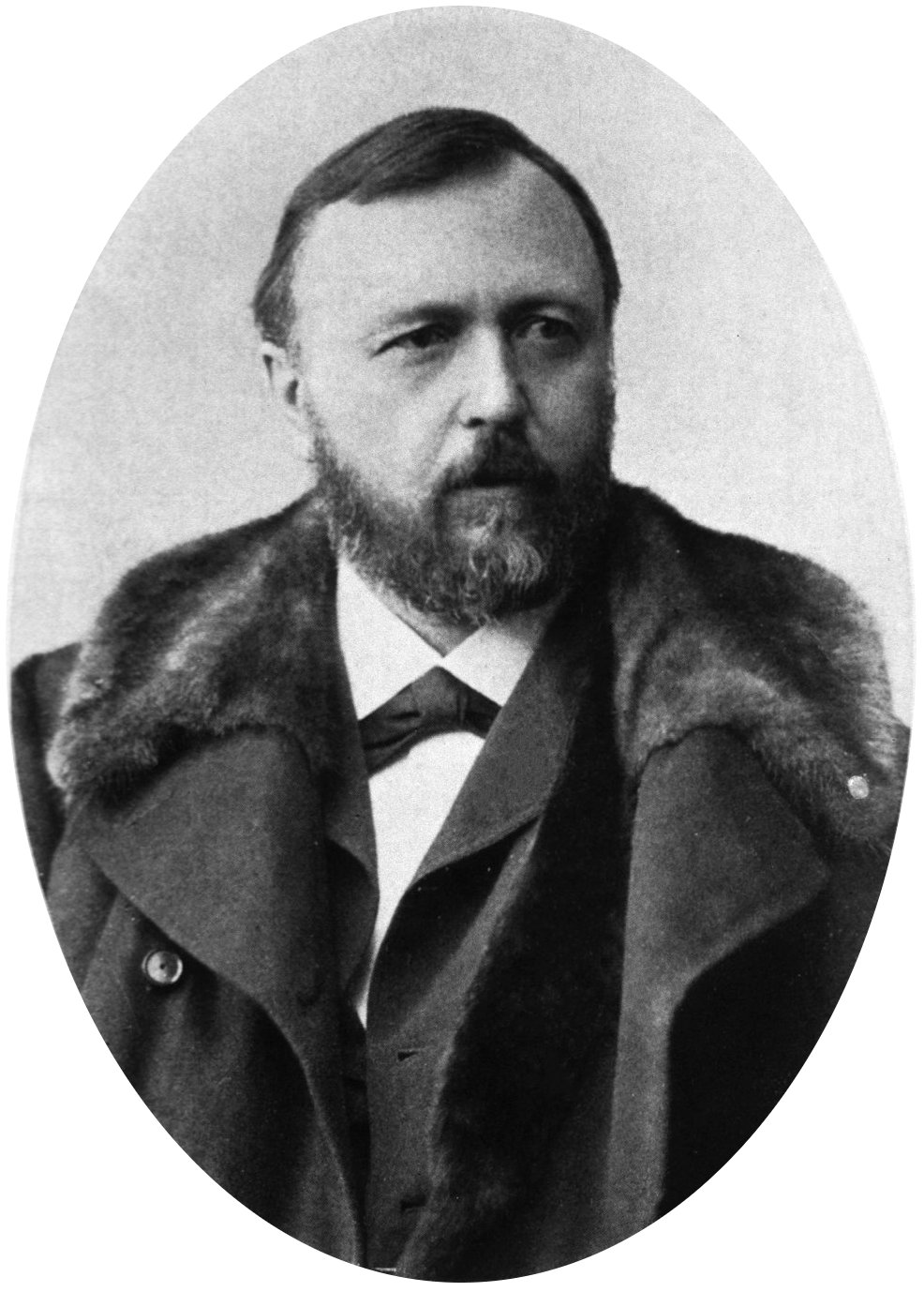
Richard von Krafft-Ebing (1840–1902)

- Krafft-Lortzing, Alfred (1893–1974), deutscher Tenor, Schauspieler und Intendant
- Krafft-Lortzing, Karl (1856–1923), Dirigent und Komponist
- Krafft-Schöning, Beate (* 1965), deutsche Journalistin und freie Autorin
- Krafftówna, Barbara (1928–2022), polnische Schauspielerin
- Krafftzig, Julian (* 1977), deutscher Radiomoderator

### Krafk
- Krafka, Alexander (* 1973), deutscher Rechtswissenschaftler

### Kraft
- Kraft (1582–1641), Graf von Hohenlohe-Neuenstein
- Kraft Ernst (1748–1802), Graf und (ab 1774) Fürst aus dem Hause Oettingen-Wallerstein
- Kraft I. von Hohenlohe-Weikersheim († 1313), fränkischer Edelmann
- Kraft I. von Toggenburg, Graf und Minnesänger aus dem Adelsgeschlecht der Toggenburger
- Kraft II. von Hohenlohe-Weikersheim († 1344), fränkischer Edelmann
- Kraft III. von Hohenlohe-Weikersheim († 1371), fränkischer Edelmann
- Kraft IV. von Hohenlohe-Weikersheim († 1399), fränkischer Edelmann
- Kraft V. († 1472), Herr des Hauses Hohenlohe, Reichsgraf
- Kraft VI. († 1503), Graf von Hohenlohe-Weikersheim, Domherr in Mainz und Speyer
- Kraft, Adam († 1509), deutscher Bildhauer und Baumeister der SpätgotikAdam Kraft († 1509)

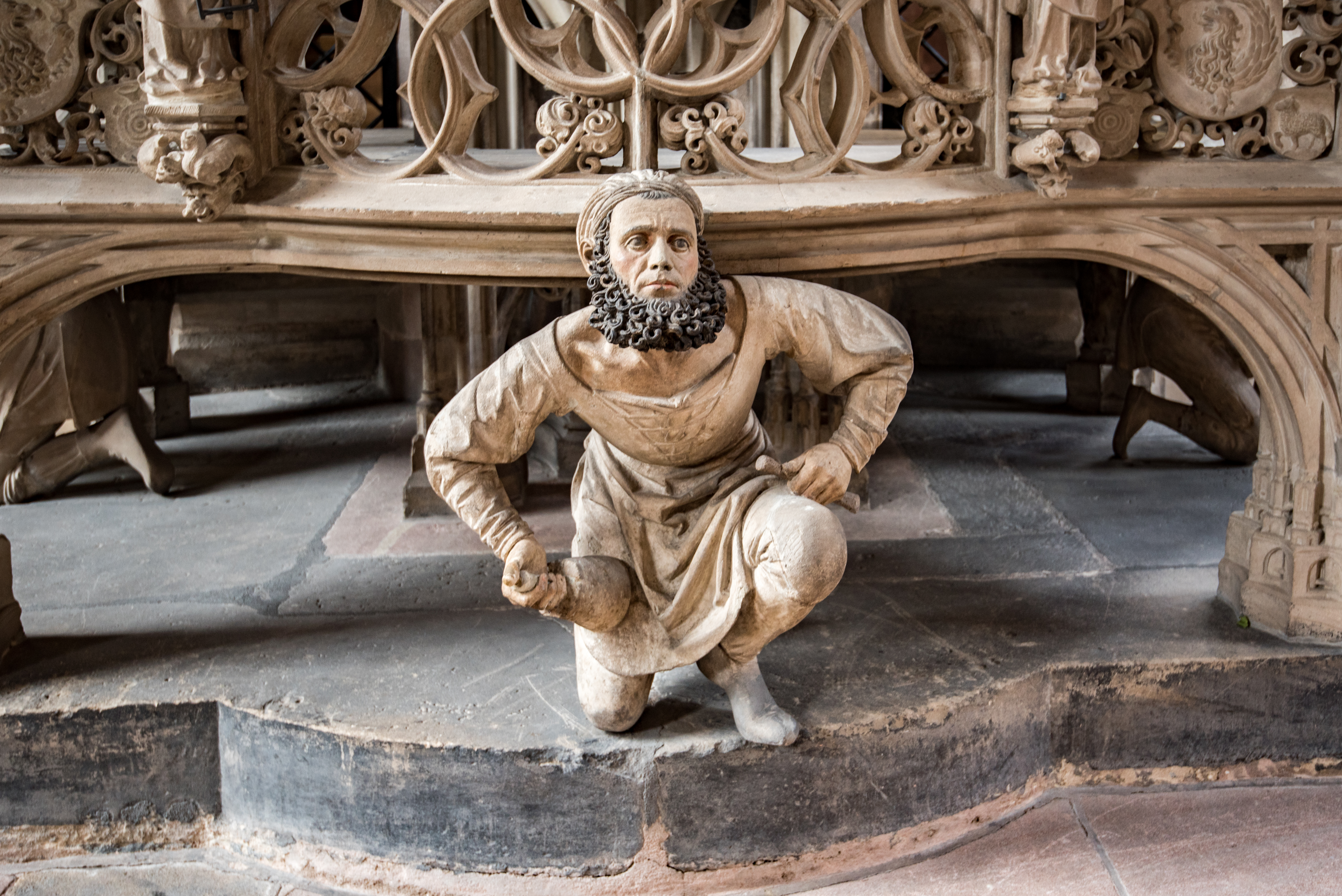
Adam Kraft († 1509)

- Kraft, Adam (1898–1976), deutscher Verleger, Maler und Graphiker
- Kraft, Adolf (1869–1909), deutscher Bäcker, Konditor und Fotograf
- Kraft, Alex (* 1968), deutscher Musiker, Songwriter und Produzent
- Kraft, Alfons (1912–1971), deutscher Politiker (SPD), MdL
- Kraft, Alfons (1928–2013), deutscher Jurist und Hochschullehrer
- Kraft, Anna († 1634), Opfer der Hexenverfolgung in Lindheim
- Kraft, Anna (* 1985), deutsche Sport- und Fernsehjournalistin
- Kraft, Anton (1752–1820), böhmischer Cellist und Komponist der Klassik
- Kraft, Armin (1941–2022), deutscher evangelischer Theologe
- Kraft, August (1863–1928), deutscher freikirchlicher Missionar und Erweckungsprediger
- Kraft, Balthasar (1820–1889), deutscher Unternehmer, Maler, Kirchenmaler, Kunstschreiner und Bildhauer
- Kraft, Bastian (* 1980), deutscher Theaterregisseur
- Kraft, Benedikt (1888–1963), deutscher Theologe
- Kraft, Bodo (* 1951), deutscher Maler und Zeichner
- Kraft, Carl (1874–1952), deutscher Landwirt und Politiker (SPD), MdL
- Kraft, Carl Eduard (1795–1880), österreichischer kaiserlich-königlich landesprivilegierter Mechaniker in Wien
- Kraft, Christopher C. (1924–2019), US-amerikanischer Raumfahrtingenieur und NASA-ManagerChristopher C. Kraft (1924–2019)

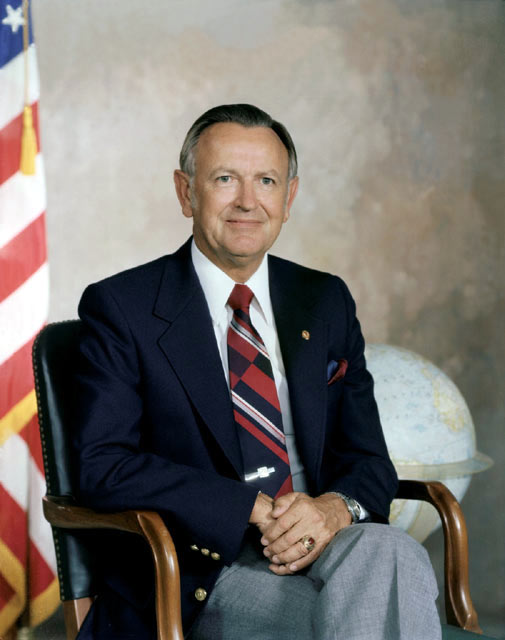
Christopher C. Kraft (1924–2019)

- Kraft, Claudia (* 1968), deutsche Historikerin
- Kraft, Colin (* 1983), belgischer Politiker
- Kraft, Daniel (1779–1845), deutscher Landwirt, Bürgermeister und Politiker
- Kraft, Deahna (* 1998), US-amerikanische Beachvolleyballspielerin
- Kraft, Dennis (* 1981), deutscher Radrennfahrer
- Kraft, Detlef (* 1950), deutscher Bildhauer
- Kraft, Dieter (* 1949), deutscher evangelischer Theologe, inoffizieller Mitarbeiter der Staatssicherheit
- Kraft, Dietrich (* 1937), österreichischer Allergologe und Immunologe sowie Träger der Wilhelm-Exner-Medaille
- Kraft, Edwin Arthur (1883–1962), US-amerikanischer Organist und Komponist
- Kraft, Emil (1865–1931), österreichischer Politiker (DnP, GDVP), Abgeordneter zum Nationalrat
- Kraft, Emil (1871–1943), deutscher Holzkaufmann und Senator der Stadt Wunstorf
- Kraft, Emil (1898–1982), deutscher Politiker (SPD), MdL
- Kraft, Emily (* 2002), deutsch-irische Fußballspielerin
- Kraft, Erika (1931–2003), deutsche Eiskunstläuferin
- Kraft, Ernest Anton (1880–1962), österreichischer Maschinenbauer
- Kraft, Ernst (1880–1963), deutscher Gewerkschafter und Politiker (SPD)
- Kraft, Ernst (1924–2001), deutscher Politiker (CDU), MdL
- Kraft, Esther (* 1990), deutsche Schauspielerin
- Kraft, Eva (1923–2007), deutsche Sinologin und Japanologin
- Kraft, Evelyne (1951–2009), Schweizer Schauspielerin
- Kraft, Florian (* 1998), deutscher Fußballspieler
- Kräft, Franz (1904–1992), deutscher Arbeiterfotograf
- Kraft, Friedrich (1807–1874), Landtagsabgeordneter Großherzogtum Hessen
- Kraft, Friedrich (1904–1970), deutscher Geistlicher, Pfarrer und Mitglied der Bekennenden Kirche
- Kraft, Friedrich (* 1944), deutscher Journalist und Hochschullehrer
- Kraft, Friedrich Karl (1786–1866), deutscher Altphilologe und Lexikograf
- Kraft, Georg (1894–1944), deutscher Prähistoriker
- Kraft, Georg Andreas († 1726), deutscher Barockkomponist
- Kraft, Gerhard (1941–2023), deutscher Biophysiker und Krebsforscher
- Kraft, Gerhard (* 1944), deutscher Fußballspieler
- Kraft, Gisela (1936–2010), deutsche Schriftstellerin und literarische Übersetzerin
- Kraft, Günter (* 1972), österreichischer Politiker (SPÖ), Landtagsabgeordneter
- Kraft, Günther (1907–1977), deutscher Musikwissenschaftler und Hochschullehrer
- Kraft, Gustav (1823–1898), deutscher Forstwissenschaftler
- Kraft, Hannelore (* 1961), deutsche Politikerin (SPD), MdLHannelore Kraft (* 1961)

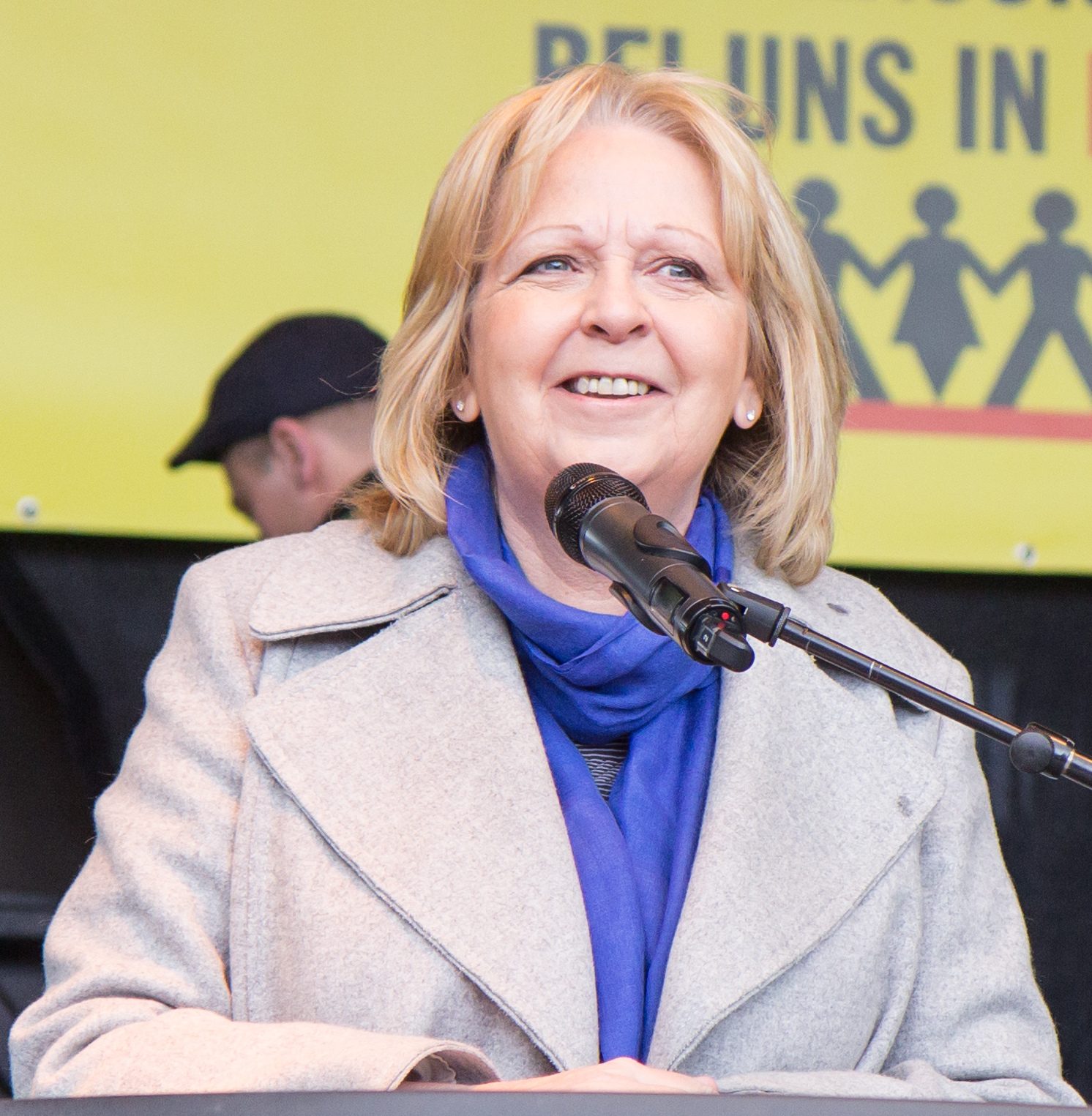
Hannelore Kraft (* 1961)

- Kraft, Hannes (1909–1983), deutscher Germanist, Herausgeber und Liedertexter
- Kraft, Hans (1895–1978), deutscher Maler, Gebrauchsgraphiker und Kunsterzieher
- Kraft, Hans (* 1947), deutscher Politiker (SPD), MdL
- Kraft, Hanspeter (* 1944), Schweizer Mathematiker
- Kraft, Heidrun (1942–2021), deutsche Malerin
- Kraft, Heinrich (1903–1971), deutscher Kommunalpolitiker
- Kraft, Heinrich (1918–1998), deutscher evangelischer Theologe
- Kraft, Helmut (1927–2010), deutscher Tiermediziner
- Kraft, Helmut (* 1958), österreichischer Fußballspieler und Fußballtrainer
- Kraft, Henry (1899–1979), deutscher Gartenarchitekt in der Lausitz
- Kraft, Herbert (1886–1946), deutscher Politiker (NSDAP), MdL, MdR
- Kraft, Herbert (1938–2025), deutscher Literaturwissenschaftler
- Kraft, Hermann (* 1941), österreichischer Politiker (ÖVP), Abgeordneter zum Nationalrat
- Kraft, Hugo (1866–1925), deutscher Vizeadmiral der Kaiserlichen Marine
- Kraft, Ingo (* 1961), deutscher Jurist, Richter am Bundesverwaltungsgericht
- Kraft, Isaak Christian (* 1727), deutscher evangelischer Theologe
- Kraft, Ivonne (* 1970), deutsche Mountainbikerin
- Kraft, James Lewis (1874–1953), Gründer von Kraft Foods
- Kraft, Jens (1720–1765), dänischer Philosoph
- Kraft, Joachim (* 1963), deutscher Verleger, Autor und Funkamateur
- Kraft, Johann Daniel, deutscher Kaufmann und Alchemist
- Kraft, Johann Jakob (1808–1884), deutscher Pastoraltheologe, Weihbischof in Trier
- Kraft, Johann Melchior (1673–1751), deutscher lutherischer Theologe
- Kraft, Johannes (* 1977), deutscher Politiker (CDU), MdA
- Kraft, Josef (1879–1945), österreichischer Archivar und Heimatforscher
- Kraft, Julia (* 1979), deutsche Juristin
- Kraft, Julius (1898–1960), deutscher Soziologe
- Kraft, Julius H. W. (1917–2008), deutscher Autor, Initiator der Interessengemeinschaft Bauernhaus
- Kraft, Jürgen (1951–2002), deutscher Radrennfahrer
- Kraft, Karen (* 1969), US-amerikanische Ruderin
- Kraft, Karin (* 1952), deutsche Hochschullehrerin, Professorin für Naturheilkunde
- Kraft, Karl (* 1893), deutscher SA-Führer, zuletzt im Rang eines SA-Gruppenführers
- Kraft, Karl (1903–1978), deutscher Organist und Komponist
- Kraft, Karl-Adalbert (1892–1943), deutscher Admiralarzt der Kriegsmarine
- Kraft, Kilian (* 1983), deutscher Handballspieler
- Kraft, Konrad (1920–1970), deutscher Althistoriker und Numismatiker
- Kräft, Kurt (1907–1977), deutscher Politiker (NSDAP), MdR
- Kraft, Kurt (1927–2021), österreichischer Politiker (ÖVP), Landtagsabgeordneter zum Vorarlberger Landtag
- Kraft, Laura (* 1990), deutsche Politikerin (Bündnis 90/Die Grünen)
- Kraft, Lindsey (* 1983), US-amerikanische Schauspielerin, Sängerin, Pianistin und Model
- Kraft, Ludwig (1900–1991), deutscher Politiker (NSDAP), MdR
- Kraft, Marie (1886–1972), deutsche Politikerin (SPD)
- Kraft, Marion (* 1946), afrodeutsche Literaturwissenschaftlerin, Autorin, Übersetzerin
- Kraft, Mathias (* 1972), deutscher evangelischer Pfarrer und Autor
- Kraft, Megan (* 2002), US-amerikanische Beachvolleyballspielerin
- Kraft, Michael (* 1962), deutscher Popsänger, Komponist und Musiker
- Kraft, Michael (* 1966), deutscher Fußballspieler
- Kraft, Michail, deutscher Sportakrobat
- Kraft, Michelle (* 1989), deutsche Politikerin (CDU), MdL
- Kraft, Milan (* 1980), tschechischer Eishockeyspieler
- Kraft, Nikolai Ossipowitsch (1798–1857), russischer Eisenbahn-Ingenieur und Hochschullehrer
- Kraft, Nikolaus (1875–1921), russlanddeutscher römisch-katholischer Geistlicher und Märtyrer
- Kraft, Nina (1968–2020), deutsche TriathletinNina Kraft (1968–2020)

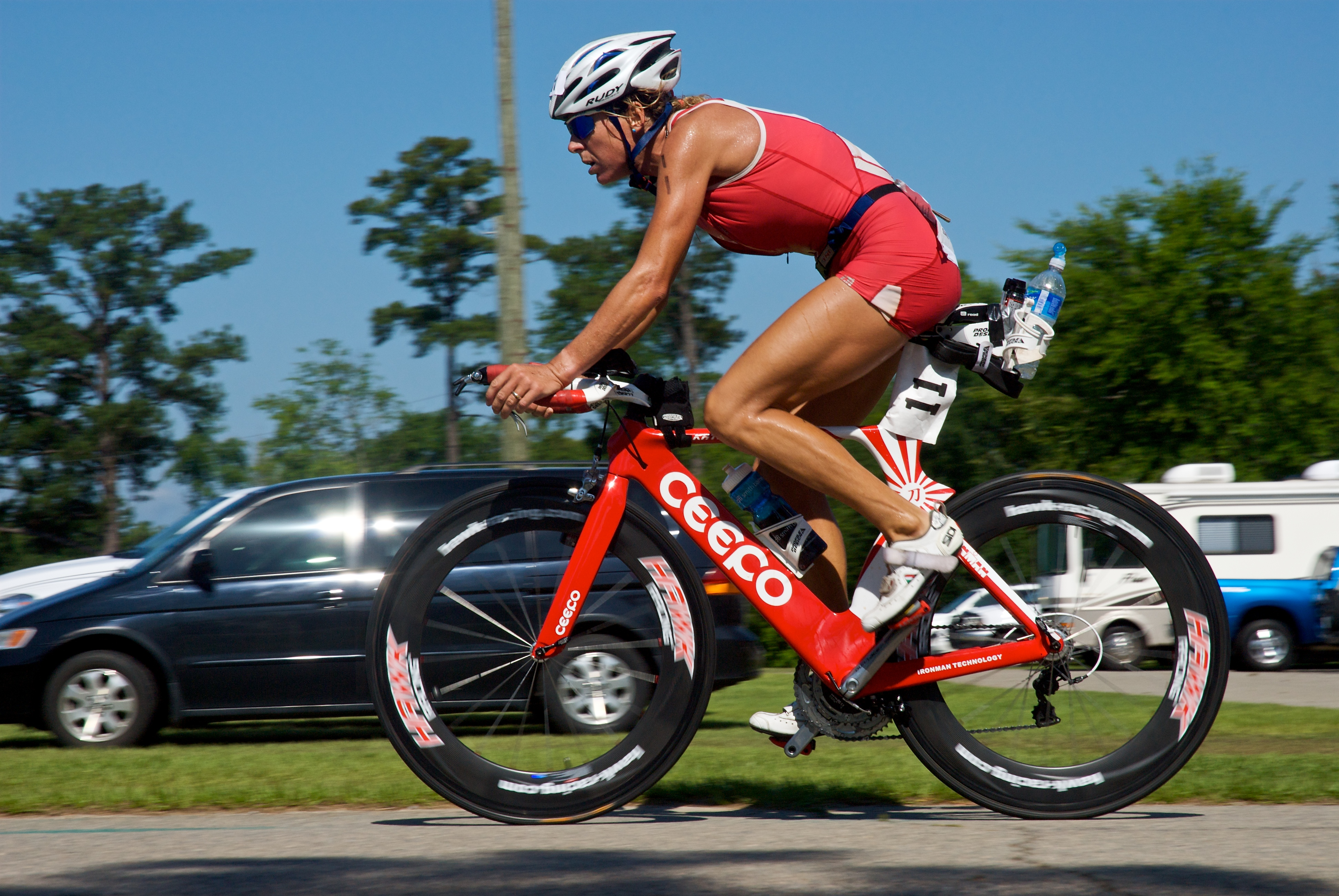
Nina Kraft (1968–2020)

- Kraft, Nina (* 1985), österreichische Fernseh- und Radiomoderatorin
- Kraft, Ole Bjørn (1893–1980), dänischer Politiker (Konservativen Volkspartei) und Journalist
- Kraft, Oliver (* 1962), deutscher Manager, ehemaliger Vorstandsvorsitzender der DB Netz AG
- Kraft, Paul (1914–2008), deutscher Fußballspieler
- Kraft, Peter (1929–2003), deutscher Politiker (SPD), MdL
- Kraft, Peter (* 1935), deutscher Maler und Grafiker
- Kraft, Philip (* 1969), deutscher Riechstoffchemiker
- Kraft, Philippa (* 1975), deutsche Ordensfrau und ehemalige Äbtissin des Klosters St. Marienstern
- Kraft, Rainer (* 1962), deutscher Fußballtrainer
- Kraft, Rainer (* 1974), deutscher Chemiker und Politiker (AfD), MdB
- Kraft, Ralf (* 1957), deutscher Fußballspieler
- Kraft, Randy (* 1945), US-amerikanischer Serienmörder
- Kraft, Reinhard (* 1978), österreichischer Militär, Brigadier des Österreichischen Bundesheeres
- Kraft, Robert (1869–1916), deutscher Schriftsteller
- Kraft, Robert (* 1955), amerikanischer Jazzpianist, Filmkomponist, Songwriter, Musikproduzent und Manager
- Kraft, Robert K. (* 1941), US-amerikanischer SportfunktionärRobert K. Kraft (* 1941)

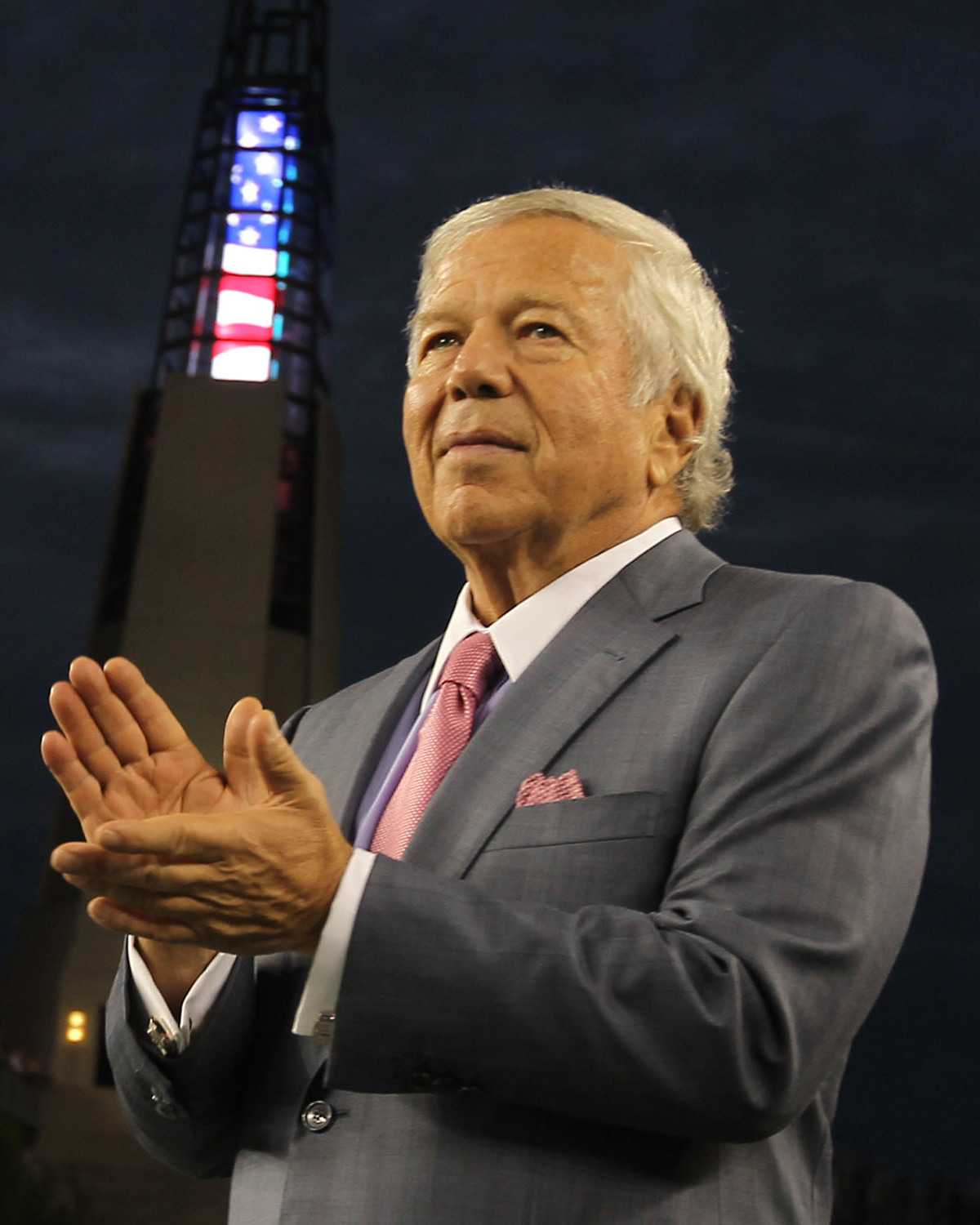
Robert K. Kraft (* 1941)

- Kraft, Robert Paul (1927–2015), US-amerikanischer Astronom
- Kraft, Rudolf (1923–1993), deutscher Politiker (CDU)
- Kraft, Rudolf (1939–2022), deutscher Fußballspieler
- Kraft, Ruth (1920–2015), deutsche Schriftstellerin
- Kraft, Ryan (* 1975), US-amerikanischer Eishockeyspieler
- Kraft, Sabrina (* 1990), deutsche Schauspielerin
- Kraft, Sebastian (* 1974), deutscher Schauspieler, Sänger und Gesangslehrer
- Kraft, Siegfried (1920–2013), deutscher Grafiker
- Kraft, Sigisbert (1927–2006), deutscher altkatholischer Bischof
- Kraft, Sigrid (* 1970), deutsche Fantasy-Schriftstellerin
- Kraft, Simon (1805–1872), Landtagsabgeordneter Großherzogtum Hessen
- Kraft, Stefan (1884–1959), Verbandsfunktionär, Volkstums- und Wirtschaftspolitiker im Königreich Jugoslawien
- Kraft, Stefan (* 1993), österreichischer SkispringerStefan Kraft (* 1993)

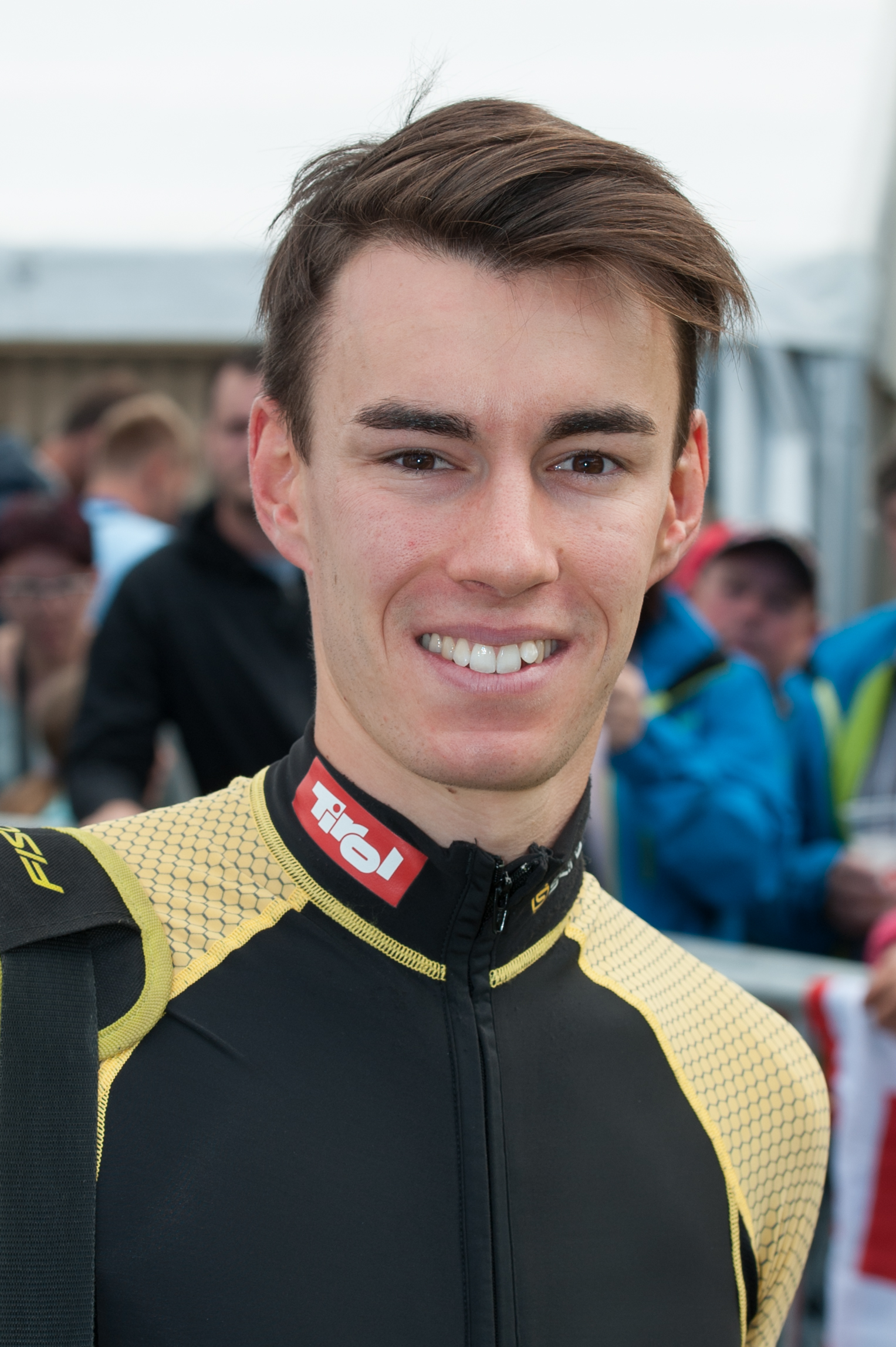
Stefan Kraft (* 1993)

- Kraft, Stephan (* 1968), deutscher Literaturwissenschaftler und Hochschullehrer für Neuere deutsche Literatur
- Kraft, Tenna (1885–1954), dänische Opernsängerin (Sopran)
- Kraft, Thomas (* 1959), deutscher Schriftsteller, Literaturkritiker und Kulturmanager
- Kraft, Thomas (* 1988), deutscher Fußballtorwart
- Kraft, Vahur (* 1961), estnischer Finanzökonom
- Kraft, Victor (1880–1975), österreichischer Wissenschaftstheoretiker, Philosoph und Generalstaatsbibliothekar
- Kraft, Viktor (1912–1998), österreichischer Architekt, Maler und Schriftsteller
- Kraft, Waldemar (1898–1977), deutscher Politiker (GB/BHE, CDU), MdL, MdBWaldemar Kraft (1898–1977)

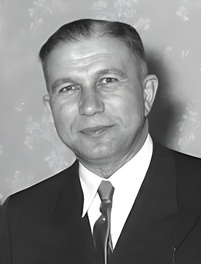
Waldemar Kraft (1898–1977)

- Kraft, Walter (1905–1977), deutscher Organist und Komponist
- Kraft, Werner (1896–1991), deutscher Bibliothekar, Literaturwissenschaftler und Schriftsteller jüdischer Herkunft
- Kraft, Werner (* 1922), deutscher NDPD-Funktionär
- Kraft, Wilhelm (1884–1945), Gemeindevorsteher in Haßlinghausen und Opfer des NS-Regimes
- Kraft, Wilhelm (1892–1962), deutscher Politiker (FDP), MdL
- Kraft, William Eduard († 1878), deutscher Rittergutsbesitzer und Politiker, MdL (Königreich Sachsen)
- Kraft, Zdenko von (1886–1979), österreichischer Schriftsteller
- Kraft-Kinz, Julius (1925–2018), österreichischer Chirurg und Universitätsprofessor
- Krafth, Emil (* 1994), schwedischer Fußballspieler
- Kraftman, Maria (1812–1884), finnlandschwedische Schriftstellerin
- Kräftner, Hertha (1928–1951), österreichische Schriftstellerin
- Kräftner, Johann (* 1951), österreichischer Ausstellungsgestalter und Museumsdirektor

### Krafz
- Krafzik, Carolina (* 1995), deutsche Hürdenläuferin